# Luigi Mele
Pour les articles homonymes, voir Mele.
Luigi Mele, né le 11 septembre 1937 à Calvi Risorta (Campanie) et mort le 14 avril 2023 à Piedimonte Matese (Campanie), est un coureur cycliste italien. Professionnel de 1960 à 1966, il a remporté une étape du Tour de Suisse. 

## Palmarès
- 1959
  - Circuito Castelnovese
- 1962
  - 6e étape du Tour de Suisse
  - 2e du GP du Locle
  - 2e du Grand Prix de Prato
- 1963
  - 3e du Sassari-Cagliari

## Résultats sur les grands tours

### Tour de France
1 participation :
- 1962 : abandon (1re étape)

### Tour d'Italie
3 participations :
- 1961 : abandon
- 1963 : 83e
- 1964 : 83e